# Pachinko
Pachinko (パチンコ) er en type mekanisk spil, der stammer fra Japan, og det bruges både som rekreativt arkadespil og oftere som gambling, der udfylder en japansk gamblingniche, der svarer til den som spillemaskiner udfylder i Vestens gambling.
Pachinko-spillehaller er udbredte i Japan, og de har normalt et antal maskiner (kaldet pachislo eller pachislo-spillemaskiner); og disse spillehaller fungerer derfor lidt ligesom casinoer. Moderne pachinko-maskiner kan tilpasses efter behov, hvilket holder entusiaster løbende underholdt.
Spil om penge er ulovligt i Japan. Pachinko-kugler vundet i spillet kan indkasseres for penge i spillehallerne. Kuglerne må ikke fjernes fra disse spillehaller, og de er indgraveret med mønstre, der kan afsløre, hvilken spillehal de stammer fra. Kugler der bliver vundet i spillehallerne kan byttes til præmier eller poletter, der igen kan blive byttet til kontanter i separate stande. Kontant-stand kan tjene flere forskellige spillehaller, og de får typisk en procentdel af præmiens værdi, når den bliver indkasseret.
I 1994 havde pachinkomarkedet i Japan en værdi på i omegnen af ¥ 30 bio. (næsten $300 mia.). I 2015 genererede Japans pachinko-marked en større omsætning end gambling-omsætningen i Las Vegas, Macau og Singapore tilsammen.